# Hontoria de Riofranco
Hontoria de Río Franco es un caserío del municipio español de Torrepadre, provincia de Burgos (comunidad autónoma de Castilla y León).
Hontoria de Río Franco está situada al Noroeste de la localidad de Torrepadre, en cuyo término municipal se encuentra.
Se accede desde la N-622 por la carretera de acceso a Cobos de Cerrato.

## Historia
Hontoria significa "fuente dorada".